# Bertella idiomorpha
Bertella idiomorpha is een  straalvinnige vissensoort uit de familie van armvinnigen (Oneirodidae). De wetenschappelijke naam van de soort is voor het eerst geldig gepubliceerd in 1973 door Pietsch.